# Metus conglomeratus
Metus conglomeratus är en lavart som först beskrevs av F. Wilson, och fick sitt nu gällande namn av D. J. Galloway & P. James. Metus conglomeratus ingår i släktet Metus och familjen Cladoniaceae.   Inga underarter finns listade i Catalogue of Life.